# دراواسرداهی
دراواسرداهِی (به مجاری:  Drávaszerdahely) یک منطقهٔ مسکونی در مجارستان است که در ناحیه شیکلوش واقع شده‌است.